# 악마의 등뼈
《악마의 등뼈》(스페인어: El espinazo del diablo)는 2001년 스페인-멕시코 개봉한 고딕 공포 영화이다. 기예르모 델 토로가 감독을 맡았다. 1939년 스페인 내전 마지막 해를 배경으로 한다.

## 출연

### 주연
- 에두아르도 노리에가
- 마리사 파레데스

### 조연
- 페데리코 루피
- 이니고 가르세스
- 페르난도 티엘브
- 프란시스코 마에스트리
- 조시 마누엘 로렌조
- 후니오 발베르데

## 기타
- Ass-PD: 미셀 루벤
- Ass-PD: 기예르모 델 토로
- 배역: 사라 빌벳츠아